# Liste der Naturdenkmale in Limbach (bei Kirn)
Die Liste der Naturdenkmale in Limbach nennt die im Gemeindegebiet von Limbach ausgewiesenen Naturdenkmale (Stand 7. März 2024).

## Naturdenkmale
| Nr.         | Bezeichnung  | Lage                                                | Beschreibung          | Bild                                    |
| ----------- | ------------ | --------------------------------------------------- | --------------------- | --------------------------------------- |
| ND-7133-405 | Lindengruppe | Vordergasse, am Friedhof Lage                       | Tilia sp., drei Bäume | Direkt Bild zu diesem Denkmal hochladen |
| ND-7133-406 | Alte Eiche   | westlich des Ortes; Flur Vor dem großen Graben Lage | Quercus sp.           | Direkt Bild zu diesem Denkmal hochladen |

## Ehemalige Naturdenkmale
| Nr. | Bezeichnung       | Lage                                                  | Beschreibung                                             | Bild                                    |
| --- | ----------------- | ----------------------------------------------------- | -------------------------------------------------------- | --------------------------------------- |
|     | Zwei alte Buchen  | südlich des Ortes an der K 71; Abteilung Dillerwald   | Fagus sylvatica, zwei Bäume; Rechtsverordnung aufgehoben | Direkt Bild zu diesem Denkmal hochladen |
|     | Eine Buche am Weg | südwestlich des Ortes: Abteilung In der Sulzbach Lage | Fagus sylvatica Rechtsverordnung aufgehoben              | Direkt Bild zu diesem Denkmal hochladen |